# Joseph David-Jones
Joseph David-Jones (Los Angeles, 22 dicembre 1993) è un attore statunitense.

## Biografia
Ha ottenuto una borsa di studio per l'Università del Kentucky, dove conseguì la laurea in ingegneria meccanica. Iniziò a lavorare come modello per marchi locali del Kentucky. Durante gli anni del college, partecipò al concorso International Models & Talent a New York, dove vinse il premio Attore dell'anno. Tre giorni dopo, tornò a casa e intraprese la carriera di attore.
Nel 2016 recita nel film The Divergent Series: Allegiant, nel ruolo di Hollis. Nello stesso anno interpreta John Diggle Jr. nella serie The CW Legends of Tomorrow. Altre sue apparizioni cinematografiche includono Detroit e End of Justice - Nessuno è innocente. Ha avuto dei ruoli ricorrenti in Nashville e Arrow.
Nel 2024 è stato scelto per interpretare Jackie Jackson nel film biografico Michael, basato sulla vita e la carriera di Michael Jackson.

## Vita privata
Nel tempo libero svolge diverse attività musicali, suonando la chitarra e il pianoforte. Sponsorizza e dona a Save the Children.

## Filmografia parziale

### Cinema
- The Divergent Series: Allegiant, regia di Robert Schwentke (2016)
- Detroit, regia di Kathryn Bigelow (2017)
- End of Justice - Nessuno è innocente (Roman J. Israel, Esq.), regia di Dan Gilroy (2017)

### Televisione
- Intelligence – serie TV, un episodio (2014)
- Legends of Tomorrow – serie TV, 2 episodi (2016)
- Nashville – serie TV, 11 episodi (2017)
- Medal of Honor – serie TV, un episodio (2018)
- Arrow – serie TV, 16 episodi (2019-2020)
- 4400 – serie TV, 13 episodi (2021-2022)

## Doppiatori italiani
Nelle versioni in italiano delle opere in cui ha recitato, Joseph David-Jones è stato doppiato da:
- Niccolò Guidi in The Divergent Series: Allegiant
- Luca Mannocci in Detroit
- Daniel Spizzichino in End of Justice - Nessuno è innocente